# Indústria de transformação
A indústria de transformação é o tipo de indústria que transforma matéria-prima em um produto final ou intermediário para outra indústria de transformação. Como exemplo, temos as refinarias de petróleo, que usam o petróleo como matéria-prima; o petróleo pode ser transformado em produtos finais, como por exemplo óleo diesel e gasolina; também pode ser transformado em produtos intermediários, como por exemplo nafta, utilizada pela indústria petroquímica em diversos outros produtos, como os plásticos.

## No Brasil
Entre 1950 e 1985 houve crescimento, diversificação e consolidação da estrutura industrial brasileira, em função de reflexos da Segunda Guerra Mundial, em que a economia mundial passou por um processo de forte crescimento econômico liderado pela indústria. A participação da indústria de transformação no PIB, nesta época, quase duplicou saltando dos 11,4% em 1952 para 21,8% em 1985. Em meados da década de 1980, os impactos na economia brasileira, pelos quais o país vem passando até a atualidade, culminaram em uma expressiva perda de participação da indústria na produção agregada do país, configuraram um processo de desindustrialização. A participação da Indústria de Transformação no PIB declinou mais de 10 pontos percentuais ao longo do último período, de acordo com dados do Instituto Brasileiro de Geografia e Estatística(IBGE). A participação da indústria de transformação no PIB brasileiro, que já foi superior a 30% há duas décadas, representa hoje 14%, contra 15% na Índia, 28% na Coreia do Sul e 34% na China. 